# Duplo Sentido (álbum)
Duplo Sentido é o quarto álbum de estúdio da banda brasileira Camisa de Vênus, gravado no Estúdio RAC, em São Paulo, e lançado na terceira semana de outubro de 1987 pela gravadora WEA. Marca o fim do conjunto em sua formação original. Após este álbum, o baterista Aldo Machado não voltaria a tocar com seus companheiros devido a suas convicções religiosas.

## Antecedentes
Após o lançamento do terceiro álbum de estúdio, em novembro de 1986, o Camisa de Vênus saiu novamente em turnê para promover o disco. Correndo o Risco seria o álbum mais vendido e de maior sucesso da banda, ganhando disco de platina e vendendo mais de 300 mil cópias, rendendo três singles de grande repercussão e sucesso radiofônico. Assim, no ano seguinte, quando a banda se reuniu novamente em estúdio para gravar o sucessor daquele disco, Marcelo Nova comunicou o resto da banda que aquele seria o último álbum dele com a banda; que ele seguiria carreira solo; mas que poderia ficar com eles até eles encontrarem um novo vocalista. Foi o guitarrista Karl Hummel quem negou a possibilidade da banda continuar sem Marcelo. Então, eles decidiram que aquele seria o último disco da banda, que se encerraria após a turnê de promoção do álbum.

## Gravação e produção
A produção deste disco foi prejudicada pelo fato de o fim da banda estar já consumado. Marcelo Nova negociou com André Midani para que este disco fosse duplo e valesse pelos 2 álbuns que a banda devia à gravadora pelo contrato que havia sido assinado; com o que Midani concordou. O disco foi gravado no Estúdio RAC, em São Paulo, mesmo lugar em que foi gravado o álbum anterior, com as gravações ocorrendo de modo completamente diferente ao dos discos anteriores: neste álbum, raramente a banda se encontrava toda nos estúdios, cada um fazendo a sua parte de modo separado. Ao final, o produtor Pena Schmidt ficou responsável por reunir todo o material na mixagem. Uma das poucas exceções foi a canção "Me Dê uma Chance", tocada ao vivo em estúdio.

## Resenha musical
O álbum abre com "Lobo Espiatório", um rock autêntico no qual a banda se manifesta em solidariedade a Lobão, que era constantemente preso, chegando a ter sido condenado a 3 meses de prisão. A canção abre com a voz de Al Pacino executando partes do diálogo da famosa "cena do restaurante", do filme Scarface. Em seguida, vem "O País do Futuro", canção que abre com Marcelo citando um slogan da ditadura ("ninguém segura este país!") em meio ao caos vivido com o Plano Cruzado, tem como temática críticas agressivas à Nova República, com Nova citando, inclusive, o episódio que ficou conhecido como "Picaretaço", quando, em 25 de junho de 1987, o governador do Rio de Janeiro à época, Moreira Franco, e o então presidente da república, José Sarney, sofreram um atentado. Na sequência, "Ana Beatriz Jackson" traz uma história em que os instrumentos citam "Billie Jean", de Michael Jackson. Fechando o primeiro lado, "Após Calipso" é a mais punk rock do álbum.
O lado B abre com um verdadeiro blues, "Me Dê uma Chance", tocada ao vivo em estúdio. Em seguida, "Deusa da minha Cama" é uma típica balada romântica que conta com a participação da mulher de Marcelo, Inês Nova, dizendo "bom dia". "Chamam isso Rock and Roll" é uma canção autobiográfica sobre a vida na estrada, com Marcelo Nova imitando Elvis Presley.
Abrindo o lado C, "Muita Estrela, Pouca Constelação" é o maior sucesso do álbum. Tendo como temática o "show business" brasileiro, traz uma das letras mais lúcidas e que melhor retratam a cena rock no Brasil, sendo a primeira participação de Raul em um disco alheio, com este mais vivo e presente do que nunca. Em seguida, vem "O Último Tango", um verdadeiro tango que foi teve a radiodifusão proibida. "O Suicídio Parte II" é uma releitura de uma faixa do primeiro álbum da banda. O lado fecha com "Chuva Inflamável", a única faixa instrumental do disco e a segunda lançada pelo Camisa em toda a carreira.
O último lado é feito apenas de covers de artistas que ficaram à margem do interesse da grande mídia, escolhidos por Marcelo a partir de suas influências. Abre com "Enigma", composta por Adelino Moreira e gravada por Nelson Gonçalves. Originalmente um bolero, torna-se em um vigoroso e fantástico punk rock na versão do Camisa. Em seguida, "Farinha do Desprezo", uma embolada de Capinam e Jards Macalé, é transformada em um punk rock bizarro e genial, tal qual a banda já havia feito com "Gotham City", dos mesmos compositores. Então, temos "A Canção do Martelo" que é uma versão de "Hammer Song" da The Sensational Alex Harvey Band. Na sequência, uma versão para "Aluga-se", de Raul Seixas, que abre com o famoso bordão de Sarney ("brasileiros e brasileiras"). O disco fecha com uma vigorosa versão punk rock da brega "Canalha", de Walter Franco.

## Recepção

### Lançamento
O álbum foi lançado na terceira semana de outubro de 1987, pela gravadora WEA, com distribuição da RCA Victor. Juntamente com o álbum, é lançado, também, um single: um compacto simples com "Muita Estrela, Pouca Constelação", primeira participação de Raul Seixas em um disco alheio.

### Fortuna crítica
| Críticas profissionais    | Críticas profissionais |
| Avaliações da crítica     | Avaliações da crítica  |
| Fonte                     | Avaliação              |
| ------------------------- | ---------------------- |
| Estado de S. Paulo (1987) | Favorável              |
| Zona Punk (2000)          | Favorável              |

Alberto Villas, escrevendo para o Estado de S. Paulo, elogia muito o disco, especialmente por sua diversidade, sua sutileza e seus improvisos. Entretanto, ressalva que não se deve pensar que, por ser um disco duplo, o álbum revela uma banda displicente. Por isso, escreve que "o Camisa nada contra a corrente com competência". Wladimyr Cruz, escrevendo para o Zona Punk, também elogia a diversidade do álbum e os recursos linguísticos utilizados nas letras, com muito deboche, ironia e sarcasmo. Ao final, lamenta que discos como esse não sejam mais possíveis de ser produzidos pelas bandas de rock brasileiras, haja vista o marasmo em que o mercado se tornou.

## Faixas
Faixas dadas pelo Spotify.
Todas as faixas escritas e compostas por Gustavo Mullem, Karl Hummel e Marcelo Nova, exceto onde indicado. 
| Lado A |                       |                                                            |         |  |
| N.º    | Título                | Compositor(es)                                             | Duração |  |
| 1.     | "Lobo Espiatório"     |                                                            | 3:15    |  |
| 2.     | "O País do Futuro"    | Marcelo Nova / Robério Santana                             | 2:37    |  |
| 3.     | "Ana Beatriz Jackson" |                                                            | 2:35    |  |
| 4.     | "Vôo 985"             | Aldo Machado / Gustavo Mullem / Karl Hummel / Marcelo Nova | 2:58    |  |
| 5.     | "Após Calipso"        |                                                            | 3:45    |  |

| Lado B |                             |                |         |  |
| N.º    | Título                      | Compositor(es) | Duração |  |
| 1.     | "Me Dê uma Chance"          |                | 6:56    |  |
| 2.     | "Deusa da Minha Cama"       |                | 2:46    |  |
| 3.     | "Chamam Isso Rock and Roll" |                | 4:56    |  |

| Lado C |                                    |                               |         |  |
| N.º    | Título                             | Compositor(es)                | Duração |  |
| 1.     | "Muita Estrela, Pouca Constelação" | Marcelo Nova / Raul Seixas    | 4:24    |  |
| 2.     | "O Último Tango"                   |                               | 3:50    |  |
| 3.     | "O Suicídio Parte II"              | Gustavo Mullem / Marcelo Nova | 5:40    |  |
| 4.     | "Chuva Inflamável"                 |                               | 2:51    |  |

| Lado D         |                                     |                                                  |         |  |
| N.º            | Título                              | Compositor(es)                                   | Duração |  |
| 1.             | "Enigma"                            | Adelino Moreira                                  | 3:24    |  |
| 2.             | "Farinha do Desprezo"               | José Carlos Capinam / Jards Macalé               | 2:38    |  |
| 3.             | "A Canção do Martelo (Hammer Song)" | Alex Harvey / Versão: Marcelo Nova               | 5:20    |  |
| 4.             | "Aluga-se"                          | Cláudio Roberto Andrade de Azevedo / Raul Seixas | 2:16    |  |
| 5.             | "Canalha"                           | Walter Franco                                    | 3:00    |  |
| Duração total: | Duração total:                      | Duração total:                                   | 63:11   |  |

## Créditos
Créditos dados pelo IMMUB.

### Músicos

#### Camisa de Vênus
- Marcelo Nova: Vocal
- Karl Hummel: Guitarra base
- Gustavo Mullem: Guitarra solo
- Robério Santana: Baixo elétrico
- Aldo Machado: Bateria

#### Músicos de apoio
- Coro: Vera Natureza, Maria Aparecida de Souza (Cidinha), Rita Kfouri e Nadir
- Violino: Manito
- Piano: Sérgio Kaffa
- Órgão Hammond: Manito
- Saxofone: Manito
- Flauta: Manito
- Serrote: Chiquinho Brandão
- Percussão: Luiz Carlos Batera

### Ficha técnica
- Direção artística: Liminha
- Produção: Pena Schmidt
- Gravação: José Luiz Góes, Ricardo Carvalheira e Cacá Lima
- Mixagem: José Luiz Góes e Pena Schmidt
- Assistência: Rubão
- Corte: José Oswaldo Martins, Paulo e Orlando
- Edição digital: Reinaldo Guedes
- Coordenação gráfica: Silvia Panella
- Capa e arte interna: Miguel Cordeiro